# Gra na maksa
Gra na maksa (ang. The Hoop Life, 1999–2000) – amerykański serial obyczajowy.
Światowa premiera serialu miała miejsce 4 lipca 1999 roku na kanale Showtime. Ostatni odcinek został wyemitowany 19 marca 2000 roku. W Polsce serial nadawany był na kanale TVN 7.

## Obsada
- Mykelti Williamson jako Marvin Buxton
- Dorian Harewood jako Eliot Pierce
- Dan Lauria jako Leonard Fero
- Rick Peters jako Greg Marr
- Cirroc Lofton jako Curtis Thorpe
- Reno Wilson jako Owen Davies
- Linda Thorson jako Emily Yeager
- Robert Hooks jako Willis Barry
- Ray Anthony Thomas jako Kenny Williams

## Spis odcinków
| N/o            | Tytuł angielski                       |
| -------------- | ------------------------------------- |
|                |                                       |
| SERIA PIERWSZA |                                       |
|                |                                       |
| 01             | The Hardwood                          |
| 02             | The Hardwood                          |
|                |                                       |
| 03             | It's All Greek to Me                  |
|                |                                       |
| 04             | Rookie                                |
|                |                                       |
| 05             | Of Human Bondage                      |
|                |                                       |
| 06             | The Doubleminded Man                  |
|                |                                       |
| 07             | Rook to Knight's Five                 |
|                |                                       |
| 08             | Acting on Impulse                     |
|                |                                       |
| 09             | Communication Breakdown               |
|                |                                       |
| 10             | The Trade-Off                         |
|                |                                       |
| 11             | Young But Daily Growing               |
|                |                                       |
| 12             | It's a Mad, Mad, Mad, Mad Locker Room |
|                |                                       |
| 13             | One Door Opens                        |
|                |                                       |
| 14             | A Knightmare                          |
|                |                                       |
| 15             | Road Trip                             |
|                |                                       |
| 16             | Skewed Confessions                    |
|                |                                       |
| 17             | End Game                              |
|                |                                       |
| 18             | Rock, Salt and Nails                  |
|                |                                       |
| 19             | A Little Yen                          |
|                |                                       |
| 20             | The Back Stretch                      |
|                |                                       |
| 21             | The Talented Tenth                    |
|                |                                       |
| 22             | The Second Chance                     |
|                |                                       |